# Nojim Maiyegun
Nojim Maiyegun (n. 17 februarie 1941, Lagos, Statul Lagos, Nigeria – d. 26 august 2024, Viena, Austria) a fost un boxer ce a reprezentat Nigeria, medaliat olimpic. A participat la o ediție a Jocurilor Olimpice (1964) în care a câștigat o medalie de bronz.

## Participări
Lista de mai jos prezintă principalele competiții la care a participat Nojim Maiyegun de-a lungul carierei.
- boxing at the 1964 Summer Olympics – light middleweight[*]